# Список шведських фільмів 2000-х років
Список фільмів, що вийшли у Швеції і шведською мовою у 2000-х роках.

## 2000-і
| Оригінальна назва           | Назва українською             | Режисер                           | В ролях | Жанр                                     | Нотатки |
| --------------------------- | ----------------------------- | --------------------------------- | --- | ---------------------------------------- | --- |
| 2000                        |                               |                                   | |                                          | |
| En häxa i familjen          | Відьма в сім'ї                | Гаральд Хемрелл                   | Карін Богаус, Ребекка Схія, Маргрет Вейверс, Йохан Реборг | Сімейний                                 | |
| Trolösa                     | Віроломний                    | Лів Ульман                        | Лена Ендре, Крістер Хенрікссон, Ерланд Джозефсон | Драма                                    | Номінований на «Золоту пальму» в Каннах; сценарій Інгмара Бергмана                                                                        |
| Sleepwalker                 | Сновида                       | Йоханнес Рунеборг                 | Ральф Карлссон, Єва Карлссон, Андрес Палм, Тува Новотни | Фільм жахів, трилер                      | |
| Sånger från andra våningen  | Пісні з другого поверху       | Рой Андерсон                      | Стефан Ларссон, Стен Андерссон | Драма, темна комедія                     | Виграв Спеціальний приз на Каннському кінофестивалі 2000                                                                                  |
| Tillsammans                 | Разом                         | Лукас Мудіссон                    | Густаф Хаммарстен, Ліза Ліндгрен, Мікаель Нюквіст, Шанті Роні, Оллє Саррі                                                                                    | Комедія, драма                           | |
| Jalla! Jalla!               |                               | Йозеф Фарес                       | Фарес Фарес, Тува Новотни, Торкель Петерссон, Лалє Пуркарим                                                                                                  | Комедія                                  | |
| Vingar av glas              | Крила стекла                  | Реза Багер                        | Сара Зоммерфільд, Олександр Скарсгорд, Саїд Овейссі, Жозефіна Борнебуш                                                                                       |                                          | Участь в 23-ому Московському міжнародному кінофестивалі                                                                                   |
| Naken                       |                               | Торкель Кнутссон, Мартен Кнутссон | Хенрік Норберг, Ліза Кок, Мартин Форсстром | Комедія                                  | |
| 2001                        |                               |                                   | |                                          | |
| Så vit som en snö           | Білий. як в снігу             | Ян Труель                         | Аманда Оомс, Рікард Вольф, Шанті Роні |                                          | |
| 2002                        |                               |                                   | |                                          | |
| Jag är Dina                 | Я Діна                        | Улє Борнедаль                     | Жерар Депардьє, Марія Бонневі, Крістофер Екклстон | Драма                                    | |
| Klassfesten                 |                               | Манс Хернгрен, Ханнес Холм        | Бьорн Келман, Сесілія Фроде |                                          | |
| Lilja 4-ever                | Ліля назавжди                 | Лукас Мудіссон                    | Оксана Акіньшина, Артем Богучарский, Любов Агапова, Павло Пономарьов, Лілія Шинкарьова, Еліна Бенінсон, Томаш Неуман                                         | Драма                                    | |
| Grabben i graven bredvid    |                               | Келл Сундвалль                    | Мікаель Нюквіст |                                          | |
| Den osynlige                | Невидимий                     | Джоел Бергвалл, Саймон Сандквист  | | Драма                                    | |
| 2003                        |                               |                                   | |                                          | |
| Detaljer                    | Деталі                        | Крістіан Петрі                    | |                                          | Участь в 26-му Московському міжнародному кінофестивалі                                                                                    |
| Ondskan                     | Зло                           | Мікаель Хофстрьом                 | Андреас Вильсон, Густаф Скарсгорд, Лінда Зілліакус, Марі Рікардсон, Юхан Рабаеус, Челль Берхквіст, Генрік Лінросс, Бьорн Гранат, Петер Еггерс, Денні Сауседо |                                          | Номіновано на премію «Оскар» в якості найкращого фільму іноземною мовою в 2004; на основі роману Яна Гійю                                 |
| Miffo                       |                               | Даниель Лінд Лагерлоф             | Йонас Карлссон, Лівія Міллхаген, Інгвар Хірдвалл, Густав Левін, Малін Крепін                                                                                 |                                          | |
| Kopps                       |                               | Йозеф Фарес                       | Фарес Фарес, Ева Рьосе, Торкель Петерсон, Сиссела Кайл, Горан Рагнерштам                                                                                     | Комедія, пародія                         | Назва – англійське «Cops» (поліцейські) зі шведським акцентом                                                                             |
| Smala Sussie                | Струнка Сюзі                  | Ульф Мальмрос                     | Тува Новотни, Йонас Рімейка, Бьорн Старрін | Комедія                                  | |
| 2004                        |                               |                                   | |                                          | |
| Gitarrmongot                | Гітара-монголоїд              | Рубен Естлунд                     | | Драма                                    | Участь в 27-му Московському міжнародному кінофестивалі                                                                                    |
| Så som i himmelen           | Як це в Раю                   | Кей Поллак                        | Мікаель Нюквіст, Фріда Холлгрен | Драма                                    | Номіновано в номінації «Найкращий фільм іноземною мовою» в Голлівуді                                                                      |
| Strandvaskaren              | Привид, що потонув            | Микаель Хофстрьом                 | Ребекка Хемсе, Йеспер Сален, Дженні Улвінг Томмі Андерссон,                                                                                                  | Фільм жахів, трилер                      | |
| Fyra nyanser av brunt       | Чотири відтінки коричневого   | Томас Альфредсон                  | Роберт Густафссон, Йохан Реборг, Хенрік Шифферт | Драма, комедія                           | |
| Hip Hip Hora!               | Ефект кетупу                  | Тереза Фабік                      | Маркус Хассельборг, Лінн Перссон |                                          | Буквальний переклад назви – «Хіп-хіп-ура!»                                                                                                |
| Masjävlar                   | Dalecarlians                  | Марія Блом                        | Софія Хелін, Енн Петрен, Кайса Ернст |                                          | Назва пов’язана з групою діалектів шведської мови – далекарлійськими діалектами                                                           |
| Ett hål i mitt hjärta       | Дірка в моєму серці           | Лукас Мудіссон                    | Торстен Флінк | Драма, провокаційна драма                | |
| 2005                        |                               |                                   | |                                          | |
| Om Sara                     | Про Сару                      | Отман Карім                       | Олександр Скарсгорд | Драма                                    | Виграв «Золотого святого Георгія» (найвищу відзнаку) на 28-му Московському міжнародному кінофестивалі                                     |
| Bang Bang Orangutang        | Банг Банг Орангутанг          | Саймон Стахо                      | Мікаел Персбрандт, Лена Олін, Тува Новотни, Фарес Фарес, Шанті Роні                                                                                          | Драма, комедія                           | |
| Death Academy               | Академія смерті               | Даніель Леммуссарі                | Хенрік Ярв, Ульріка Хеден, Оден Нільссон, Сігрид Йозефссон                                                                                                   | Фільм жахів                              | Інша назва – «Нічна різанина в школі» |
| Zozo                        | Зозо                          | Йозеф Фарес                       | | Драма                                    | Виграв Премію кінофестивалю Північних країн в 2006 році                                                                                   |
| Kocken                      | Шеф                           | Матс Арен                         | Челль Берхквіст | Драма, темна комедія                     | |
| Die Zombiejäger             |                               | Джонас Уолчер                     | Мартин Бріссхел, Нік Холмквіст | Фільм жахів                              | |
| 2006                        |                               |                                   | |                                          | |
| Container                   | Контейнер                     | Лукас Мудіссон                    | | Драма                                    | Частина знімання відбувалася в Україні (Чорнобиль)                                                                                        |
| Frostbiten                  | 30 днів до світанку           | Андерс Банке                      | Карл-Оке Ерикссон | Фільм жахів, комедія, фільм про вампірів | Оригінальна назва – «Обмороження»; дії відбуваються в Україні зимою 1944 року                                                             |
| 2007                        |                               |                                   | |                                          | |
| Arn - Tempelriddaren        | Арн – лицар-тамплієр          | Пітер Флінт                       | Софія Хелін, Стеллан Скарсгорд, Мікаель Нюквіст, Бібі Андерссон, Саймон Келлоу, Венсан Перес, Стівен Веддінгтон, Густаф Скарсгорд, Мілінд Соман              | Історичний фільм, драма                  | Є найдорожчим фільмом в історії шведського кінематографу (бюджет 30 мільйонів доларів); на основі романів шведського письменника Яна Гійю |
| 2008                        |                               |                                   | |                                          | |
| Låt den rätte komma in      | Впусти мене                   | Томас Альфредсон                  | Каре Хедебрант, Ліна Леандерсон, Пер Рагнар, Хенрік Даль, Карін Бергкуіст, Пітер Карлберг, Іка Норд                                                          | Драма, фільм жахів, фільм про вампірів   | Наоснові однойменного роману Йона Ліндквіста (він також написав сценарій до фільму)                                                       |
| Vampyrer                    | Не така, як інші              | Пітер Понтікіс                    | Девід Денчік | Трилер                                   | |
| Patrik 1,5                  | Патрік 1,5                    | Елла Лемхаген                     | Густаф Скарсгорд, Торкель Петерссон, Томас Люнгмен, Анніка Халлін, Аманда Девін, Джейкоб Ерікссон, Анетт Севройс, Мірья Бюрлін,                              | Комедія, драма                           | 2009 — нагорода «Приз глядацький симпатій» в номінації «Найкращий художній фільм» на Міжнародному ЛГБТ-кінофестивалі у Сан-Франциско      |
| 2009                        |                               |                                   | |                                          | |
| Män som hatar kvinnor       | Дівчина з татуюванням дракона | Нільс Арден Оплев                 | Мікаел Нюквіст, Нумі Рапас, Лена Ендре, Свен-Бертіль Таубе, Пітер Абер, Петер Андерссон                                                                      | Трилер, детектив                         | Шведська екранізація роману «Чоловіки, що ненавидять жінок» шведського журналіста і письменника Стіга Ларссона з трилогії «Міленіум»      |
| Flickan som lekte med elden | Дівчина, яка грала з вогнем   | Даніель Альфредсон                | Нумі Рапас, Мікаел Нюквіст | Детектив, трилер, драма                  | Шведська екранізація роману «Дівчина, що гралася з вогнем» шведського журналіста і письменника Стіга Ларссона з трилогії «Міленіум»       |
| Nasty Old People            | Огидні старі люди             | Ханна Скельд                      | Карін Бертлінг, Сесіль Анкарсвард, Хокан Джеппсон, Руна Бергман, Торкель Петерссон, Анна Невандер                                                            |                                          | |
| Miss Kicki                  | Місс Кікі                     | Хокон Лю                          | Пернілла Август , Людвиг Палмелл, Эрик Цанг, Река Хуанг |                                          | Перший художній фільм, випущений в Швеції під ліцензією Creative Commons                                                                  |